# U-374
| U-374                      | U-374                                                          | U-374                                                          |
| -------------------------- | -------------------------------------------------------------- | -------------------------------------------------------------- |
|                            |                                                                |                                                                |
|                            |                                                                |                                                                |
|                            |                                                                |                                                                |
| Під прапором               | Третій рейх                                                    | Третій рейх                                                    |
| Спуск на воду              | 10 травня 1941 року                                            | 10 травня 1941 року                                            |
| Виведений зі складу флоту  | 12 січня 1942 року                                             | 12 січня 1942 року                                             |
| Сучасний статус            | затоплений                                                     | затоплений                                                     |
| Проєкт                     |                                                                |                                                                |
| Тип ПЧ                     | Торпедний ДПЧ                                                  | Торпедний ДПЧ                                                  |
| Основні характеристики     |                                                                |                                                                |
| Швидкість (надводна)       | 17,7 вузлів                                                    | 17,7 вузлів                                                    |
| Швидкість (підводна)       | 7,6 вузлів                                                     | 7,6 вузлів                                                     |
| Робоча глибина занурення   | 100 м                                                          | 100 м                                                          |
| Гранична глибина занурення | 220 м                                                          | 220 м                                                          |
| Екіпаж                     | 44 осіб                                                        | 44 осіб                                                        |
| Розміри                    |                                                                |                                                                |
| Довжина найбільша (по КВЛ) | 67,1 м                                                         | 67,1 м                                                         |
| Ширина корпусу найб.       | 6,2 м                                                          | 6,2 м                                                          |
| Висота                     | 9,6 м                                                          | 9,6 м                                                          |
| Середня осадка (по КВЛ)    | 4,70 м                                                         | 4,70 м                                                         |
| Водотоннажність надводна   | 769 т                                                          | 769 т                                                          |
| Озброєння                  |                                                                |                                                                |
| Артилерія                  | одна палубна гармата калібру 88-мм, одна 20-мм зенітна гармата | одна палубна гармата калібру 88-мм, одна 20-мм зенітна гармата |
| Торпедно- мінне озброєння  | 4 носових і один кормовий ТА. 14 торпед або 26 мін             | 4 носових і один кормовий ТА. 14 торпед або 26 мін             |

U-374 — німецький підводний човен типу VIIC, часів Другої світової війни.
Замовлення на будівництво човна було віддане 23 вересня 1939 року. Човен був закладений на верфі суднобудівної компанії «Howaldtswerke AG» у місті Кіль 18 грудня 1939 року під будівельним номером 5, спущений на воду 10 травня 1941 року, 21 червня 1941 року увійшов до складу 5-ї флотилії. Також за час служби входив до складу 1-ї флотилії та 29-ї флотилій. Єдиним командиром човна був оберлейтенант-цур-зее Унно фон Фішель.
Човен зробив 3 бойових походи, в яких потопив 1 судно та 2 допоміжні військові кораблі.
Потоплений 12 січня 1942 року у Середземному морі південно-західніше мису Спартівенто (37°50′ пн. ш. 16°00′ сх. д. / 37.833° пн. ш. 16.000° сх. д.) торпедами британського підводного човна «Анбітн». 42 члени екіпажу загинули, 1 врятовано.

## Потоплені та пошкоджені кораблі[3]
| Назва            | Тип                | Належність      | Дата           | Тоннаж (БРТ) | Вантаж                | Статус    | Місце                                                       |
| Rose Schiaffino  | вантажне судно     | Велика Британія | 31 жовтня 1941 | 3 349        | 4 200 т залізної руди | потоплено | 47°57′ пн. ш. 50°35′ зх. д. / 47.950° пн. ш. 50.583° зх. д. |
| HMS Lady Shirley | військовий траулер | Велика Британія | 11 грудня 1941 | 477          |                       | потоплено | 35°59′ пн. ш. 05°17′ зх. д. / 35.983° пн. ш. 5.283° зх. д.  |
| HMS Rosabelle    | патрульна яхта     | Велика Британія | 11 грудня 1941 | 515          |                       | потоплено | 35°59′ пн. ш. 05°17′ зх. д. / 35.983° пн. ш. 5.283° зх. д.  |